# Andrew Levane
Andrew Levane, né le 11 avril 1920, à Brooklyn, dans l'État de New York et mort le 30 avril 2012, à Irmo, en Caroline du Sud, est un ancien joueur et entraîneur américain de basket-ball. Il évolue aux postes d'arrière et d'ailier.

## Palmarès
- Champion NIT 1943
- Champion NBL 1946